# Sparganothoides laderana
Sparganothoides laderana es una especie de lepidóptero del género Sparganothoides, tribu Sparganothini, familia Tortricidae. Fue descrita científicamente por Kruse & Powell en 2009.
La longitud de las alas anteriores es de 11,2 a 11,9 milímetros. Se distribuye por México.